# Вільне (Кропивницький район)
Ві́льне — село в Україні, у Соколівській сільській громаді Кропивницького району Кіровоградської області. Населення становить 883 осіб. Колишній орган місцевого самоврядування — Вільненська сільська рада.

## Населення
Згідно з переписом УРСР 1989 року чисельність наявного населення села становила 898 осіб, з яких 430 чоловіків та 468 жінок.
За переписом населення України 2001 року в селі мешкали 883 особи.

### Мова
Розподіл населення за рідною мовою за даними перепису 2001 року:
| Мова       | Відсоток |
| ---------- | -------- |
| українська | 94,68 %  |
| російська  | 4,87 %   |
| молдовська | 0,34 %   |
| вірменська | 0,11 %   |

## Відомі люди
- Бурко Євген Володимирович (8 липня 1991 — 12 червня 2014) — сержант Збройних сил України, учасник російсько-української війни, кавалер ордена «За мужність» III ступеня (посмертно)[4][5].